# Thủ tướng Đông Timor
Thủ tướng Timor-Leste, một số tài liệu tiếng Việt còn viết là Thủ tướng Đông Timor, là người đứng đầu chính phủ ở Đông Timor. Tổng thống Đông Timor là người đứng đầu nhà nước Đông Timor. Thủ tướng Chính phủ được lựa chọn bởi các đảng phái chính trị hoặc liên minh các chính đảng với đa số trong cơ quan lập pháp quốc gia và được Tổng thống bổ nhiệm chính thức. Thủ tướng Chính phủ chịu trách nhiệm giám sát các hoạt động của chính phủ và Chủ tịch Hội đồng Bộ trưởng.

## Danh sách Thủ tướng Đông Timor

### Thủ tướng Đông Timor trong Chiến tranh giành Độc lập
Mặt trận Cách mạng vì một Đông Timor độc lập (FRETILIN)
| # | Hình | Tên (Sinh–Mất)                      | Nhiệm kỳ             | Nhiệm kỳ            | Đảng     |
| - | ---- | ----------------------------------- | -------------------- | ------------------- | -------- |
| 1 |      | Nicolau dos Reis Lobato (1952–1978) | 28 tháng 11 năm 1975 | 7 tháng 12 năm 1975 | FRETILIN |

### Thủ tướng Cộng hòa Dân chủ Đông Timor
Mặt trận Cách mạng vì một Đông Timor độc lập (FRETILIN)

      Đại hội Quốc gia vì tái thiết Timor (CNRT)
| #   | Hình | Tên (Sinh–Mất)                   | Nhiệm kỳ             | Nhiệm kỳ             | Đảng     |
| --- | ---- | -------------------------------- | -------------------- | -------------------- | -------- |
| 1   |      | Mari Alkatiri (sinh 1949)        | 20 tháng 5 năm 2002  | 26 tháng 6 năm 2006  | FRETILIN |
| 2   |      | José Ramos-Horta (sinh 1949)     | 26 tháng 6 năm 2006  | 19 tháng 5 năm 2007  | Độc lập  |
| 3   |      | Estanislau da Silva (sinh 1952)  | 19 tháng 5 năm 2007  | 8 tháng 8 năm 2007   | FRETILIN |
| 4   |      | Xanana Gusmão (sinh 1946)        | 8 tháng 8 năm 2007   | 16 tháng 2 năm 2015  | CNRT     |
| 5   |      | Rui Maria de Araújo (sinh 1964–) | 16 tháng 2 năm 2015  | 15 tháng 12 năm 2017 | FRETILIN |
| (2) |      | Mari Alkatiri (sinh 1949)        | 15 tháng 12 năm 2017 | 22 tháng 6 năm 2018  | FRETILIN |
| 7   |      | Taur Matan Ruak (sinh 1956)      | 22 tháng 6 năm 2018  | 1 tháng 7 năm 2023   | Độc lập  |
| (4) |      | Xanana Gusmão (sinh 1946)        | 1 tháng 7 năm 2023   | Đương nhiệm          | CNRT     |